# Norbert Vogel
Norbert Vogel (* 2. März 1949 in Schwetzingen) ist ein deutscher Erziehungswissenschaftler und Hochschullehrer.

## Leben
Norbert Vogel studierte Erziehungswissenschaft mit den Schwerpunkten Erwachsenenbildung und Außerschulische Jugendbildung an den Universitäten in Heidelberg, Kopenhagen und Hannover. Von 1975 bis 1981 war er wissenschaftlicher Mitarbeiter im Fachbereich Pädagogik der Universität der Bundeswehr in Hamburg. Im Jahre 1981 promovierte er an der Universität Hannover. Von 1981 bis 1989 arbeitete er als wissenschaftlicher Mitarbeiter am Institut für Erziehungswissenschaft der Eberhard-Karls-Universität Tübingen. Die Vertretung des dortigen Lehrstuhls für Erwachsenenbildung oblag ihm von 1989 bis 2003. Die Fakultät für Sozial- und Verhaltenswissenschaften habilitierte ihn 1993 für das Fachgebiet Erwachsenenbildung/Weiterbildung. 1999 wurde er zum außerplanmäßigen Professor ernannt. Von 2004 bis 2017 war er dann als Akademischer Direktor am Tübinger Institut für Erziehungswissenschaft tätig. 

## Schriften (Auswahl)
- Professionalisierung in der dänischen Erwachsenenbildung. Ein explorativer Vergleich zur Erwachsenenbildung in Abendeinrichtungen (= Studien und Dokumentationen zur vergleichenden Bildungsforschung, Bd. 18). Beltz, Weinheim 1981, ISBN 3-407-65232-1 (Dissertation Universität Hannover).
- (Hrsg. u. Mitautor): Lernort Heimvolkshochschule. Eine deutsch-dänische Untersuchung zur Positionsbestimmung der Heimvolkshochschule mit ergänzenden Beiträgen aus den Niederlanden, Österreich und der Schweiz (= Weiterbildung, Bd. 11). Schöningh, Paderborn 1983, ISBN 3-506-79651-8.
- (Mithrsg.): Erwachsenenbildung im Kontext. Beiträge zur grenzüberschreitenden Konstituierung einer Disziplin; Günther Dohmen zum 65. Geburtstag. Klinkhardt, Bad Heilbrunn 1991, ISBN 3-7815-0680-0.
- Grundtvigs Bedeutung für die deutsche Erwachsenenbildung. Ein Beitrag zur Bildungsgeschichte. Klinkhardt, Bad Heilbrunn 1993, ISBN 3-7815-0757-2 (Habilitationsschrift Universität Tübingen).
- (Hrsg.): Organisation und Entwicklung in der Weiterbildung. Klinkhardt, Bad Heilbrunn 1998, ISBN 3-7815-0957-5.
- (Mithrsg.): Perspektiven katholischer Erwachsenenbildung im gesellschaftlichen Kontext (= EB-Buch, Bd. 34). Bertelsmann, Bielefeld 2013, ISBN 3-7639-5245-4.
- (Mitautor): Bildung und Medienkompetenz. Wege zur digitalen Souveränität (= Mensch und Digitalisierung, Bd. 4). kopaed, München 2020, ISBN 978-3-86736-584-0.

Außerdem zahlreiche Aufsätze in Fachzeitschriften. 